# OMNeT++
OMNeT++ ( Objective M odular Ne twork T estbed in C ++ )  یک کتابخانه و چارچوب شبیه سازی سی پلاس پلاس مبتنی بر مؤلفه مدولار است که در درجه اول برای ساخت شبیه سازهای شبکه است.   OMNeT++ می تواند به صورت رایگان برای شبیه سازی های غیرتجاری مانند موسسات دانشگاهی و برای آموزش استفاده شود.  OMNEST نسخه توسعه یافته OMNeT++ برای استفاده تجاری است.  
OMNeT++ خود یک چارچوب شبیه سازی بدون مدل برای پروتکل های شبکه مانند IP یا HTTP است. مدل های اصلی شبیه سازی شبکه های کامپیوتری در چندین چارچوب خارجی موجود هستند. متداول ترین مورد استفاده INET   است که مدل های مختلفی را برای انواع پروتکل ها و فناوری های شبکه مانند IPv6 ، BGP ارائه می دهد. INET همچنین مجموعه ای از مدل های تحرک را برای شبیه سازی حرکت گره در شبیه سازی ها ارائه می دهد. مدل های INET تحت مجوز LGPL یا GPL هستند.  NED (شرح شبکه) زبان توصیف توپولوژی OMNeT++ است.
برای مدیریت و کاهش زمان انجام شبیه‌سازی‌های در مقیاس بزرگ، ابزارهای اضافی برای مثال بر اساس پایتون توسعه یافته‌اند.